# Есимов, Сламгалей Абдрахманович
Сламгалей Абдрахманович Есимов — сотрудник Министерства внутренних дел Российской Федерации, майор милиции, погиб при исполнении служебных обязанностей, кавалер ордена Мужества.

## Биография
Сламгалей Абдрахманович Есимов 9 февраля 1968 года в посёлке Самородово в черте города Оренбурга. В 1985 году окончил Оренбургскую среднюю школу № 70, после чего трудился электриком в совхозе «Самородовский». В 1986—1988 годах проходил срочную службу в рядах Вооружённых Сил СССР. Демобилизовавшись, вернулся на родину, работал помощником бурильщика в инженерно-технологической службе.
В октябре 1989 года Есимов поступил в Елабужскую специальную среднюю школу милиции Министерства внутренних дел СССР. По завершении обучения он был назначен оперуполномоченным в отдел уголовного розыска. В 1994 году окончил Академию Министерства внутренних дел Российской Федерации, после чего служил в Управлении по борьбе с организованной преступностью Управления внутренних дел Оренбургской области. Прошёл служебный путь от оперативника до начальника отдела по борьбе с тяжкими, особо тяжкими и иными преступлениями.
30 мая 2003 года майор милиции Есимов возглавил одну из трёх групп захвата после получения сигнала об ограблении и захвате заложника в районном центре Оренбургской области — посёлке Акбулак. Именно его группа обнаружила автомобиль с преступником на дороге Оренбург — Соль-Илецк — Акбулак. На служебном автомобиле милиционеры перекрыли дорогу. Видя это, преступник, прикрываясь ограбленным им ранее водителем, открыл огонь через лобовое стекло. В перестрелке майор милиции Сламгалей Абдрахманович Есимов получил смертельные ранения, от которых скончался по дороге в больницу. Преступник был задержан и впоследствии осуждён к 23 годам лишения свободы.
Указом Президента Российской Федерации майор милиции Сламгалей Абдрахманович Есимов посмертно был удостоен ордена Мужества.

## Память
- В честь Есимова названа улица в городе Оренбурге[4].
- Навечно зачислен в списки личного состава УБОП УВД Оренбургской области[1].
- Имя Есимова увековечено на Мемориале Славы в Оренбурге[1].